# Xã Cerro Gordo, Quận Piatt, Illinois
Xã Cerro Gordo (tiếng Anh: Cerro Gordo Township) là một xã thuộc quận Piatt, tiểu bang Illinois, Hoa Kỳ. Năm 2010, dân số của xã này là 2.046 người.